# Cantone di Huningue
Il Cantone di Huningue era una divisione amministrativa dell'arrondissement di Mulhouse.
A seguito della riforma approvata con decreto del 21 febbraio 2014, che ha avuto attuazione dopo le elezioni dipartimentali del 2015, è stato soppresso.

## Composizione
Comprendeva i comuni di
- Attenschwiller
- Blotzheim
- Buschwiller
- Folgensbourg
- Hagenthal-le-Bas
- Hagenthal-le-Haut
- Hégenheim
- Hésingue
- Huningue
- Knœringue
- Leymen
- Liebenswiller
- Michelbach-le-Bas
- Michelbach-le-Haut
- Neuwiller
- Ranspach-le-Bas
- Ranspach-le-Haut
- Rosenau
- Saint-Louis
- Village-Neuf
- Wentzwiller